# StuIG 33B
Sturm-Infanteriegeschütz 33 Ausf.B (сокр. StuIG 33B) — средняя по массе немецкая САУ класса штурмовых орудий времён Второй мировой войны созданная на базе другой САУ StuG III, путём установки 15 см тяжёлого пехотного орудия sIG 33.
Название происходит от установленного орудия: Sturm-Infanteriegeschütz 33 Ausf.B — Штурмовое-Пехотное орудие, 33 год, модификация Б. В разных источниках могут встречаться следующие названия: Sturmpanzer III, Sturmpanzer 33B или Sturmgeschütz 33B (StuG 33B).
На сегодня сохранилась лишь одна машина, хранящаяся в коллекции музея в Кубинке.

## История создания

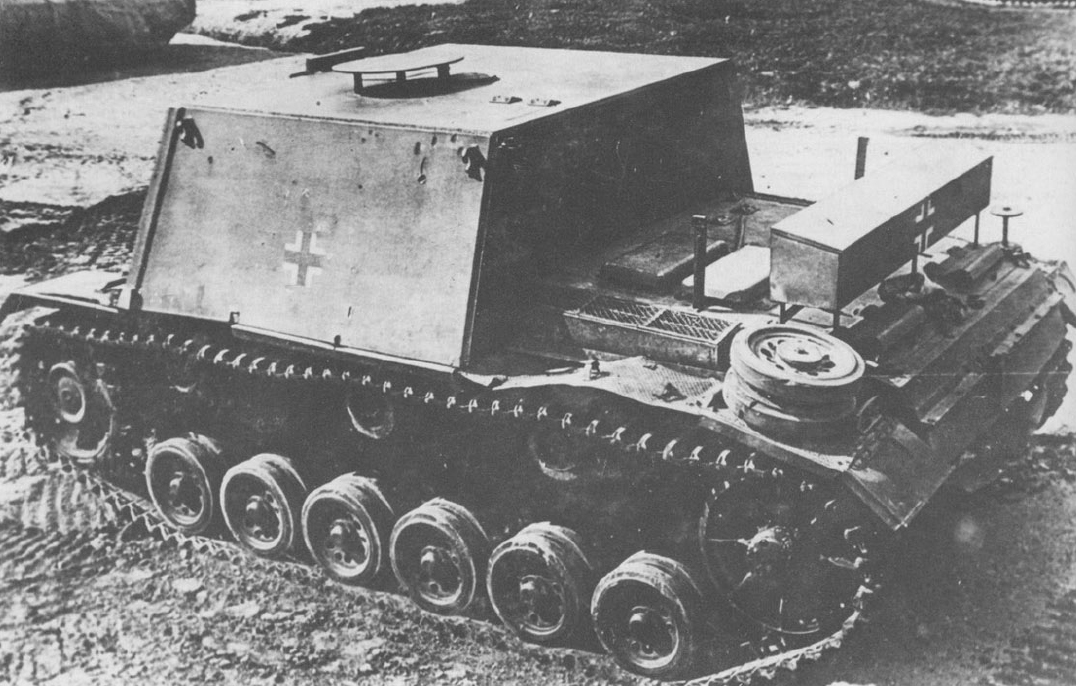
Сталинградский трофей StuIG 33B, испытания в Кубинке, 1945

По итогам боевых действий в Африке и под Сталинградом с 10 по 22 сентября 1942 года в ставке Гитлера обсуждался вопрос о создании САУ с 15-cm sIG 33. Было решено использовать для переделки на фирме Alkett 12 шасси Sturmgeschütz III Ausf. F, минимум 6 из них требовалось изготовить в течение 14 дней. 13 октября Гитлеру рапортовали о выполнении заказа. 20 октября Фюрер велел продолжить выпуск машин. Но в связи с переходом Sturmgeschütz III в декабре на новую модификацию Ausf. G, выпуск ограничился только 12 машинами. Все их сдали в конце октября 1942 года.
В полностью закрытую и тяжело бронированную рубку на шасси StuG III, было установлено орудие sIG33 L/11,4 со смещением вправо. Боекомплект состоял из 30 выстрелов. В правой стороне лба рубки был установлен пулемёт MG 34 в шаровой установке, боекомплект 600 патронов.

## История боевого применения
Первые двенадцать машин были отгружены в конце октября 1942 года в Sturmgeschütz Abteilung 177, где с 8 ноября воевали в Сталинграде. Разделили судьбу всей 6-й Армии.
Вторая партия поступила в Sturm-IG Batterie Учебного батальона 17-го армейского корпуса, а позже приданы 22-й танковой дивизии, участвовавшей в деблокаде сталинградской группировки. 11 апреля 1943 года оставшиеся 7 машин были переданы в 9. Kompanie/Panzer-Regiment 201 23-й танковой дивизии. Последняя установка была потеряна в октябре 1943 года.
Согласно отчетов Департамента вооружений Германии, в период с февраля по апрель 1943 года было потеряно 20 установок и еще 2 в августе. Из них восстановить удалось только 3 САУ. На 1 октября на балансе Вермахта числилось 5 машин.

### Видео
SiG-33 on Pz.kpfw III chassi